# 达岛
达岛镇（英語： 馬來語：）是砂拉越民都鲁省的一个小镇，也是达岛县的县城，离民都鲁省省会民都鲁镇约65公里。

达岛镇就座落在县里其中的主要河流：达岛河（Sungai Tatau）旁。县城里的人口多数是华人，马来人和马兰诺族。

## 历史
在19世纪八十年代，达岛镇上已有四间亚答屋顶式的商店。当时还处于英国殖民政府管制时期，达岛镇只有一间茅舍，用于地方行政用途，而驻守官员只有三人：一名英国人及两名马来族警员。

达岛镇上曾在农历1905年8月初一有过一次大火灾，镇上的木板店屋遭到焚毁，而翌年才开始重建工作。如今镇上的26间高脚店屋是在1953年建成的。达岛镇里的中华公学是在1937年竣工。到了20世纪九十年代，镇上已有了54间双层水泥店屋。

现今耗资1500万，长345公尺的达岛桥在1985年6月通车，而无需像以往通过水路到达达岛镇。